# Елинек, Йозеф
Йозеф Елинек (чеш. Josef Jelínek; 9 января 1941, Прага — 29 ноября 2024) — чехословацкий футболист, серебряный призёр чемпионата мира (1962).

## Биография

### Игровая карьера
Елинек был частью знаменитой команды «Дукла», за девять сезонов, в составе которой выиграл 5 чемпионатов и 3 Кубка Чехословакии.
Покинув «Дуклу», Елинек перешёл в «Хомутов», за который играл три сезона.
В последующие годы в течение двух сезонов играл за нидерландский «Гоу Эхед Иглз», а затем вернулся в Чехословакию, где играл за «Богемианс ЧКД Прага», в течение трёх сезонов, в котором он закончил карьеру.
В составе сборной Чехословакии Елинек играл на ЧМ-1962, сыграв за сборную 5 матчей и стал вице-чемпионом мира, поскольку Чехословакия вышла в финал, где проиграла сборной Бразилии со счётом 3:1.

### Деятельность после футбола
Завершив карьеру игрока, был администратором стадиона «Доличек», который является домашним стадионом на котором играл «Богемианс 1905».

### Смерть
Скончался 29 ноября 2024 года в возрасте 83 лет.

## Достижения
«Дукла»
- Чемпион Чехословакии (7): 1956, 1957/58, 1960/61, 1961/62, 1962/63, 1963/64, 1965/66
- Обладатель Кубка Чехословакии (4): 1961, 1965, 1966, 1969